# Carlos Xavier José de Franqueville de Abancourt
Carlos Xavier José de Franqueville de Abancourt ou Charles-Xavier Franqueville d'Abancourt (Douai, 4 de Julho de 1758 — Versalhes, 9 de Setembro de 1792) foi um militar francês, tendo sido ministro francês da guerra em 23 de Julho de 1792), no reinado de Luís XVI na Revolução Francesa.
Foi acusado por ter organizado, em 10 de Agosto, a defesa das Tulherias.
Foi massacrado em Versalhes com outros prisioneiros em 9 de Setembro de 1792. Foi sobrinho de Calonne.